# 1928年サンモリッツオリンピックの日本選手団
1928年サンモリッツオリンピックの日本選手団（1928ねんサンモリッツオリンピックのにほんせんしゅだん）は、1928年2月11日から2月19日まで開催された1928年サンモリッツオリンピックの日本選手団、およびその競技結果。選手所属は1928年当時のもの。

## 概要
- 人員:　選手　6人、役員　1人

## スキー
役員:広田戸七郎

### クロスカントリー
- 永田実（早稲田大学）
  - 男子長距離18km：31位（2分04秒23）
  - 男子耐久50km：24位（6時間02分42秒）
- 高橋昴（早稲田大学卒）
  - 男子長距離18km：36位（2時間10分57秒）
  - 男子耐久50km：25位（6時間05分25秒）
- 竹節作太（早稲田大学）
  - 男子長距離18km：30位（2時間04分20秒）
  - 男子耐久50km：26位（6時間08分50秒）
- 麻生武治（早稲田大学卒）
  - 男子耐久50km：棄権
- 矢沢武雄（早稲田大学）
  - 男子長距離18km：26位（2時間02分29秒）

### スキージャンプ
- 伴素彦（北海道大学）
  - 純飛躍：36位（4.000）
- 麻生武治（早稲田大学卒）
  - 純飛躍：失格

### ノルディック複合
- 竹節作太（早稲田大学）
  - 途中棄権
- 麻生武治（早稲田大学卒）
  - 途中棄権